# アレンデール (サウスカロライナ州)
アレンデール (Allendale) は、アメリカ合衆国サウスカロライナ州アレンデール郡の町、郡庁所在地。2010年アメリカ合衆国国勢調査における人口は、3,482人で、2000年アメリカ合衆国国勢調査時点の  4,052人から減少した。住民の大多数は、アフリカ系アメリカ人である。

## 歴史
アレンデールには、様々な歴史的資産が残されており、多くがアメリカ合衆国国家歴史登録財として登録されている (National Register of Historic Places listings in Allendale County, South Carolina)。アレンデール郡裁判所旧庁舎、アンティオク・キリスト教会、アーウィン・ハウス、グレイベル・ヒル・プランテーション、レッド・ブラフ燧石採石場、ローズローン、スミルナ・バプテスト教会などが、アメリカ合衆国国家歴史登録財となっている。
美術家ジャスパー・ジョーンズは、1930年代から1940年代にかけて、子ども時代をアレンデールで過ごした。彼はこの地で、農民であった祖父に育てられ、後には、2部屋しかない小さな学校の唯一人の教師であったおばに育てられた。
著作家ポール・セローは、2015年の著書『Deep South: Four Seasons on Back Roads』の中で、アレンデールについて、「ゴーストタウン (ghost town)」であり、「貧しく、無視され、希望も見出せないような、生々しい失敗 (poor, neglected, hopeless-looking, a vivid failure)」であると述べている。
2022年4月5日に発生した、低エンド (low-end) のEF3という強烈な竜巻によって、市街地の南部から南西部にかけての一帯が甚大な被害を出し、いくつもの建物が破壊され、1人が負傷した。この竜巻の発生を受けて、サウスカロライナ州チャールストンの国立気象局は、当地について、めったに発出されない竜巻非常事態の宣言を出した。

## 地理
アメリカ合衆国国勢調査局によれば、この町の面積は3.3平方マイル (8.5 km2)であり、そのすべてが陸地である。

## 人口統計

### 2020年国勢調査
| 人種                                                   | 人数  | 構成比 |
| ------------------------------------------------------ | ----- | ------ |
| 白人（非ヒスパニック系）                               | 268   | 9.95%  |
| 黒人、ないし、アフリカ系アメリカ人（非ヒスパニック系） | 2,310 | 85.75% |
| ネイティブ・アメリカン                                 | 9     | 0.33%  |
| アジア系                                               | 4     | 0.15%  |
| その他 / 混血                                          | 48    | 1.78%  |
| ヒスパニック系、ないし、 ラティーノ                    | 55    | 2.04%  |

2020年アメリカ合衆国国勢調査の時点では、2,694人の人口、1,244世帯、667家族が当地に居住していた。

### 2000年国勢調査
2000年国勢調査では、人口 4,052人、1,542世帯、997家族がこのボロに居住していた。人口密度は、1,225.2 inhabitants per square mile (473.1/km2)であった。住宅戸数は 1,763戸で、平均戸数密度は 533.1 per square miles (205.8/km2)であった。人種構成は、白人 18.19%、アフリカ系アメリカ人 80.03%、アジア系 0.17%、太平洋諸島系 0.17%、その他の人種 0.96%、2つ以上の人種の混交 0.47%であった。人種を問わず、ヒスパニックないしラティーノは、人口の 2.25% を占めていた。
全 1,542世帯のうち、18歳未満の子どものいる世帯が 32.2%、同居している夫婦が 29.2%、夫のいない女性世帯主の世帯が 31.4%、家族ではない世帯が 43.5% であった。全世帯の 31.4% は単身世帯であり、11.9% は65歳以上の単身世帯であった。平均世帯人数は 2.61人で、平均家族人数は 3.34人であった。
この町の人口の年齢構成は、18歳未満が 32.6%、18歳から24歳が 9.7%、25歳から44歳が 24.0%、45歳から64歳が 21.8%、65歳以上が 11.9% であった。年齢中央値は 32歳。男女比は、女性100人に対して、男性は 84.9人いた。18歳以上に限ると 73.7人となった。
この町における、世帯所得の中央値は $16,632、家族所得の中央値は $21,167 であった。1人当たりの所得は、$10,433 であった。全家族のおおよそ 36.7%、全人口の 41.2% は、貧困線を下回る水準で生活しており、18歳未満の 59.5%、65歳以上の 21.1% がこれに含まれている。

## 教育
アレンデール郡学校群 (Allendale County Schools) が小・中・高の教育を提供しているが、1965年に創設されたサウスカロライナ大学サルクハッチー校は、この小さな町における唯一の高等教育機関となっている。
アレンデールには、アレンデール・ハンプトン・ジャスパー地域図書館 (Allendale Hampton Jasper Regional Library) の分館である公共図書館がある。

## ギャラリー

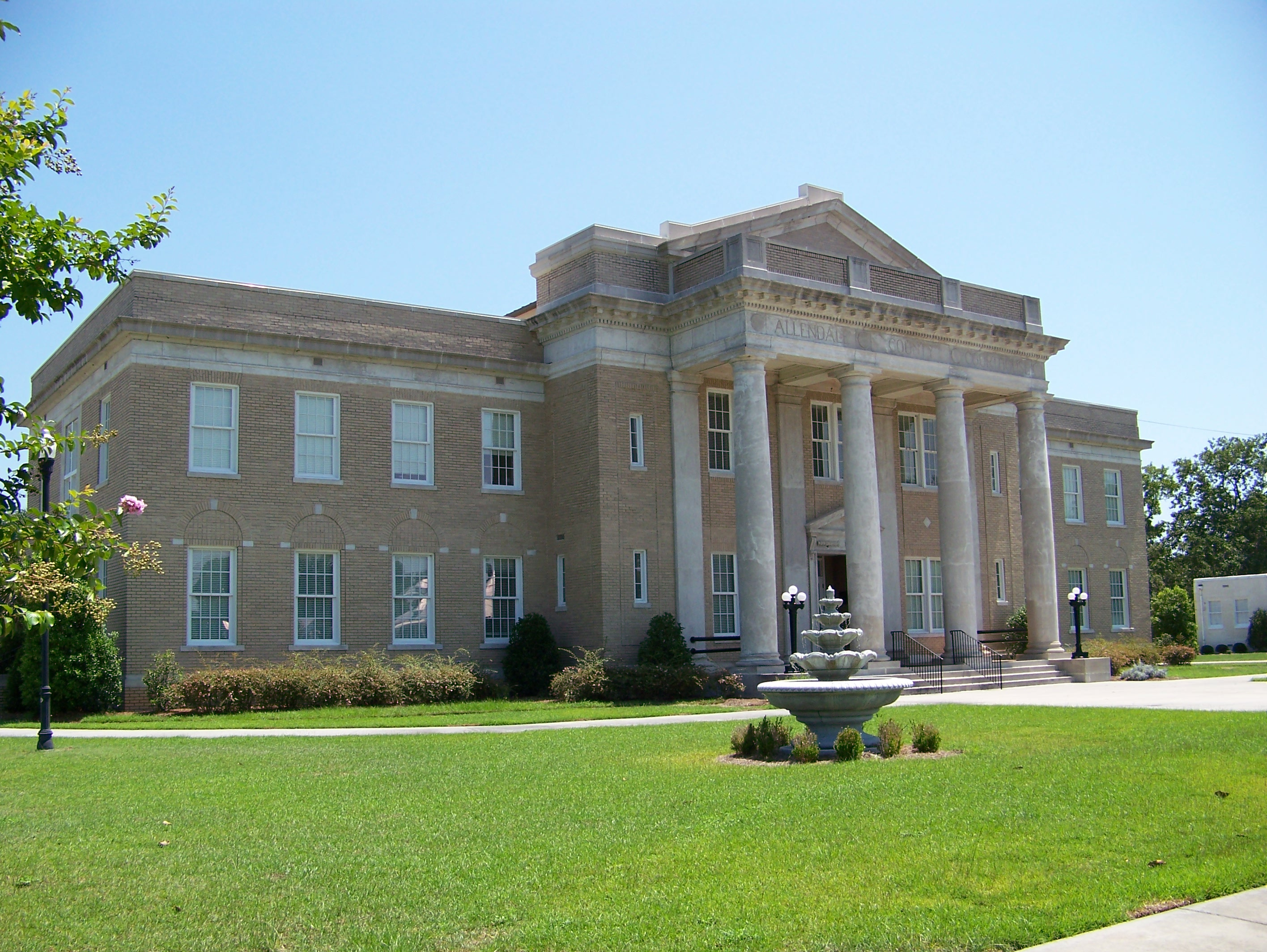
アレンデール郡裁判所旧庁舎
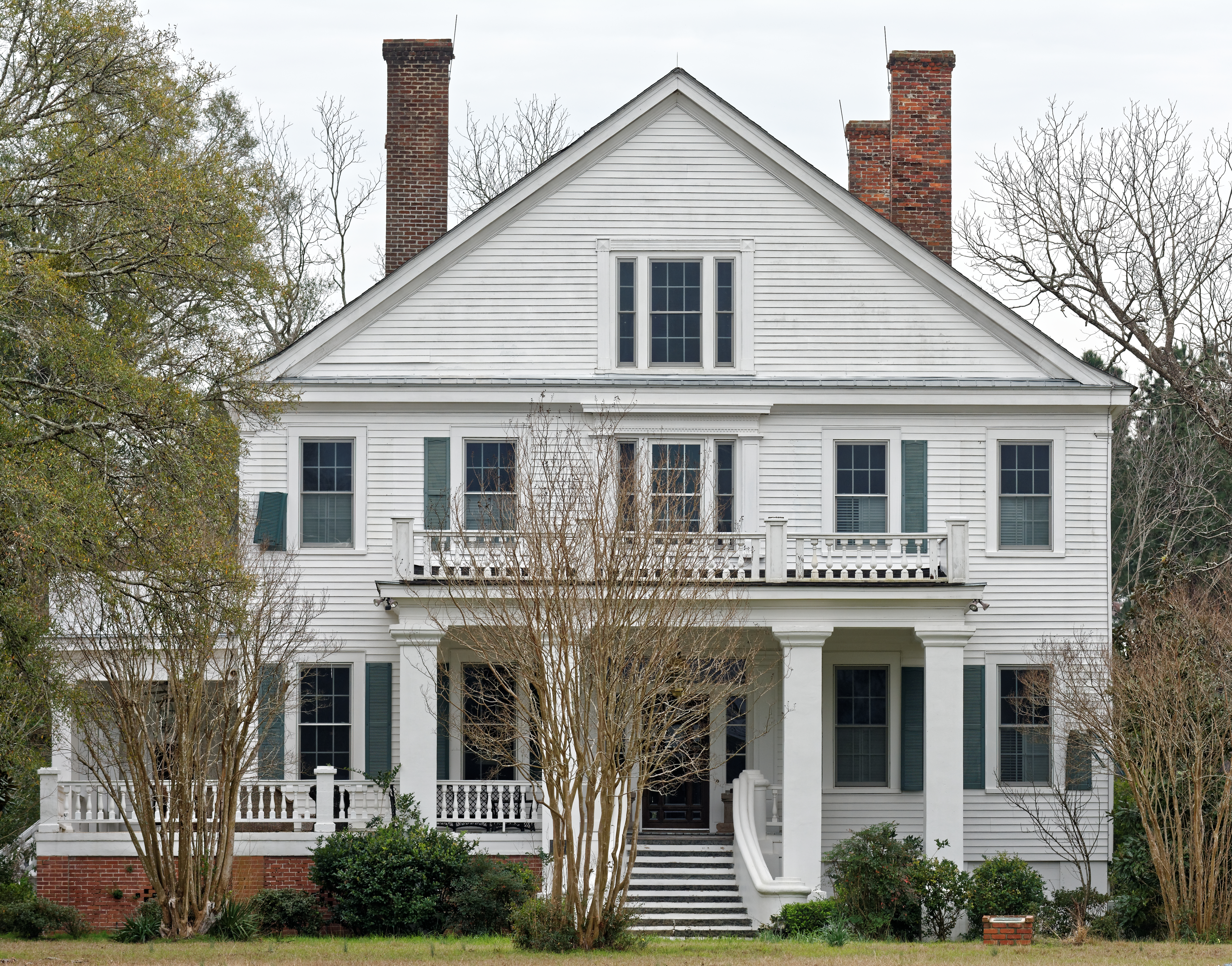
グレイベル・ヒル・プランテーション
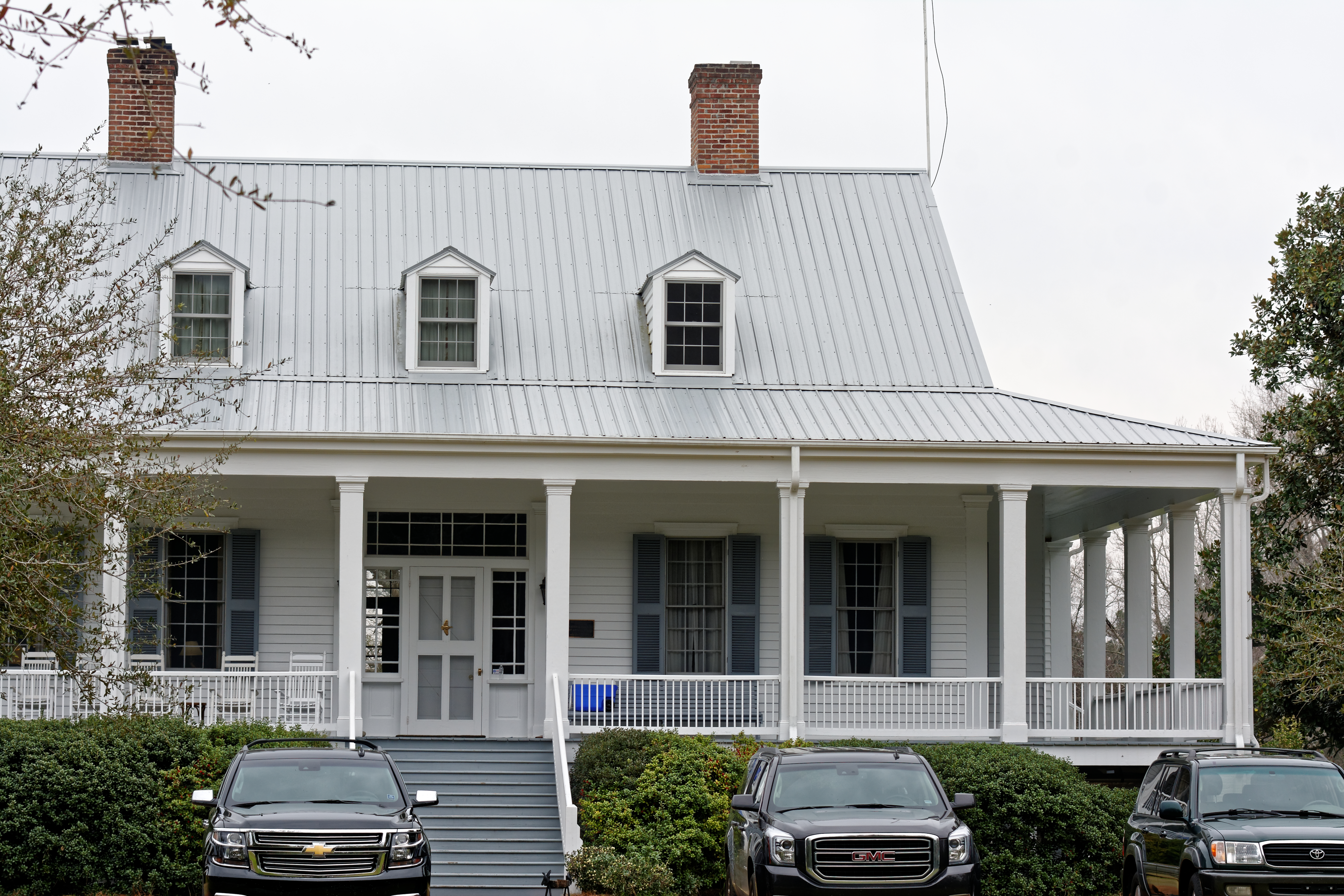
アーウィン・ハウス

## メディア
WEBA-TV/DTは、サウスカロライナ教育テレビを構成する、公共放送サービス (PBS) の放送局のひとつで、サバンナ川中央地域のサウスカロライナ州側への放送をおこなっており、当地の拠点が置かれている。

## 著名な住民
- ジョージ・B・ダニエルズ（英語版）（1955年 - ）- 連邦裁判官
- ヒルダ・グレイソン・フィニー（英語版）（1913年 - 1976年）- 教育者